# Brailovo
Brailovo (macedónul: Браилово) település Észak-Macedóniában, a Pelagonijai körzet Dolneni járásában.

## Népesség
| Lakosok száma | 1685 | 699  | 717  | 578  | 436  | 303  | 268  | 227  | 186  |
|               | 1948 | 1953 | 1961 | 1971 | 1981 | 1991 | 1994 | 2002 | 2021 |

2002-ben 227 lakosa volt, akik közül 225 macedón és 2 szerb.